# Filovia dello Stelvio
La filovia dello Stelvio, talora indicata come filovia dell'Alta Valtellina, era una linea filoviaria gestita dall'Aem di Milano, finalizzata al trasporto di materiali e degli addetti ai lavori per la costruzione delle due dighe di Cancano in Alta Valtellina.

## Esercizio
In tempi diversi, a seconda del procedere dei lavori, erano attivi due differenti percorsi che sommati raggiungevano gli ottanta chilometri:
- linea Tirano-Bormio-Boscopiano (66 km, 1940-1950) per la costruzione della diga di San Giacomo di Fraele; il tragitto si snodava lungo la strada statale 38 dello Stelvio e, nella parte alta, su 21 tornanti per una lunghezza di circa 20 km di strada sterrata con bifilare unico, tranne in sei punti dove si raddoppiava ed i filoveicoli si incrociavano;
- linea Bivio Molina-Digapoli (14 km, 1952-1956) per la realizzazione della diga Cancano II; solo nel 2001 sono stati rimossi gli ultimi pali in calcestruzzo che un tempo sostenevano il bifilare.

## Mezzi
L'Aem disponeva di venti filoveicoli Fiat CGE con guida a destra per la gestione della filovia, così ripartiti:
- 16 filocarri a tre assi modello FIAT 672F/121 (matricole 1-16) con capacità di 24 bidoni per il cemento
- 2 filotrattori a due assi FIAT 666F/20 (matricole 17-18)
- 2 filocorriere a due assi su telaio FIAT 666F/20 (matricole 19-20)

Tra il 1947 ed il 1949 per il servizio di linea Tirano-Bormio furono utilizzati anche due filobus Alfa Romeo serie 621-630, prestati dall'ATM di Milano.